# 渡部弘晃
渡部 弘晃（わたなべ ひろあき、1991年9月18日 - ）は、北海道岩見沢市出身の元スキージャンプ選手である。東京美装グループスキー部に所属した。

## 経歴
幼馴染がジャンプをしていたのがきっかけで、岩見沢第一小学校より当時隣町であった栗沢町（現・岩見沢市）の美流渡ジャンプ少年団に所属しスキージャンプを始める。
岩見沢緑中学3年時の2006/07シーズンからジュニア指定強化選手となる。雪印杯ジュニア組および宮様スキー大会ラージヒル少年組を優勝する。FISカップを兼ねた山形市長杯に出場し、27位でFISポイントを獲得する。
2007年4月、札幌日大高校に入学する。2008/09シーズンはコンチネンタルカップを兼ねるHTBカップ国際スキージャンプ競技大会に出場し、19位でポイントを獲得。ジュニア世界選手権シュトルブスケ・プレソ大会では個人40位、団体6位の成績を挙げ、FISカップを兼ねた蔵王NHK杯では優勝する。
2009/10シーズンは札幌市で行われたサマージャンプの少年組2戦と国体少年の部で優勝する。
2010年4月、日本大学に入学する。2010/11シーズンはトルコ・エルズルムで行われたユニバーシアードに出場し、ラージヒル20位、ノーマルヒル16位となる。
2012/13シーズンは札幌のコンチネンタルカップ3連戦で12位（札幌五輪記念は15位）、12位（HTB杯は16位）、6位（STV杯は8位）と健闘し、ワールドカップ札幌大会に初出場し、第1戦で29位に入りポイントを獲得する。また、2月の国体成年A組や3月の全日本選手権ラージヒルを優勝するなど、飛躍の年となった。
2013/14シーズンは、全日本学生スキー選手権大会1部で優勝する。
2014年4月、東京美装グループに入社する。2014/15シーズンは、ワールドカップ札幌大会に出場するが、2戦とも予選を通過できなかった。
2015/16シーズンはサマーグランプリ白馬大会に初出場し、34位となった。
2017/18シーズンは鹿角サマージャンプ大会で社会人初優勝し、以降3連覇を達成する。
2018/19シーズンは雪印メグミルク杯成年組を優勝、コンチネンタルカップ札幌大会で2戦に出場しポイントを獲得した。
2019/20シーズンは雪印メグミルク杯を連覇、HBC杯を優勝し、コンチネンタルカップ札幌大会では5位、3位と上位に入り、ワールドカップ札幌大会に出場するがポイント獲得はならなかった。国体成年B組を優勝後、ワールドカップルシュノヴ大会に派遣され、2戦目で28位となりポイントを獲得した。その後コンチネンタルカップ3試合を転戦しシーズンを終えた。
2020/21シーズンは、国内の冬季戦12試合で、優勝3回を筆頭に全試合で10位以内の安定した成績を挙げた。
2021/22シーズンは、国内の冬季戦で2勝した。
2023/24シーズンは、名寄サンピラー国体記念サマージャンプ大会で優勝した。2024年3月、現役を引退した。

## 主な成績

### ジュニア世界選手権
- 2009年シュトルブスケ・プレソ大会（ スロベニア）
  - 男子個人 40位
  - 男子団体 6位（伊藤謙司郎、鈴木翔、渡部弘晃、作山憲斗）

### ワールドカップ
- 最高順位 28位（2019/20シーズンまで）

| シーズン | 順位 | ポイント     |
| -------- | ---- | ------------ |
| 2012/13  | 79.  | 2            |
| 2014/15  | -.   | (予選不通過) |
| 2019/20  | 69.  | 3            |

### サマーグランプリ
- 最高順位 18位（2021シーズンまで）

| シーズン | 順位 | ポイント |
| -------- | ---- | -------- |
| 2015     | -.   | 0        |
| 2021     | 53.  | 24       |

### コンチネンタルカップ
- 通算 3位1回（2019/20シーズンまで）

| シーズン | 夏   | 夏       | 冬    | 冬       | 通算  | 通算     |
| シーズン | 順位 | ポイント | 順位  | ポイント | 順位  | ポイント |
| -------- | ---- | -------- | ----- | -------- | ----- | -------- |
| 2008/09  | –    | –        | –     | –        | 0134. | 0012     |
| 2010/11  | –    | –        | .     | 000      | .     | 000      |
| 2011/12  | –    | –        | .     | 000      | .     | 000      |
| 2012/13  | –    | –        | –     | –        | 092.  | 0084     |
| 2013/14  | –    | –        | 0192. | 0024     | 0113. | 0024     |
| 2015/16  | –    | –        | .     | 000      | .     | 000      |
| 2017/18  | –    | –        | 0117. | 004      | 0151. | 004      |
| 2018/19  | –    | –        | 098.  | 0015     | 0124. | 0015     |
| 2019/20  | –    | –        | 036.  | 00135    | 054.  | 00135    |
| 2022/23  | 0.   | 000      | –     | –        | 0.    | 000      |

### ユニバーシアード
- 2011年エルズルム大会（ トルコ）
  - 個人ノーマルヒル 16位
  - 個人ラージヒル 20位

### 国内大会
- 2007年
  - 第47回雪印杯全日本ジャンプ大会ジュニア組 優勝
  - 第78回宮様スキー大会国際競技会ラージヒル少年組 優勝
- 2009年
  - 第21回国際蔵王ジャンプ大会NHK杯 優勝
  - 第27回札幌市長杯宮の森サマージャンプ大会少年組 優勝
  - 第10回札幌市長杯大倉山サマージャンプ大会少年組 優勝
- 2010年
  - 第65回国民体育大会冬季大会スキー競技会少年組 優勝
- 2013年
  - 第68回国民体育大会冬季大会スキー競技会成年A組 優勝
  - 第91回全日本スキー選手権大会ラージヒル 優勝
- 2014年
  - 第87回全日本学生スキー選手権大会男子1部 優勝
- 2017年
  - 第12回鹿角サマージャンプ・コンバインド大会スペシャルジャンプ男子組 優勝
- 2018年
  - 第13回鹿角サマージャンプ・コンバインド大会スペシャルジャンプ男子組 優勝
- 2019年
  - 第60回雪印メグミルク杯全日本ジャンプ大会成年組 優勝
  - 第14回鹿角サマージャンプ・コンバインド大会スペシャルジャンプ男子組 優勝
- 2020年
  - 第62回HBCカップジャンプ競技会男子組 優勝
  - 第61回雪印メグミルク杯全日本ジャンプ大会成年組 優勝
  - 第75回国民体育大会冬季大会スキー競技会成年B組 優勝
- 2021年
  - 雪印メグミルクカツゲンカップ2021ジャンプ大会 優勝
  - 第92回宮様スキー大会国際競技会ラージヒル成年組 優勝
  - 第22回伊藤杯シーズンファイナル大倉山ナイタージャンプ大会 優勝
  - 第53回名寄ピヤシリジャンプ大会男子組 優勝
- 2022年
  - 第93回宮様スキー大会国際競技会ラージヒル成年組 優勝
- 2023年
  - 第20回名寄サンピラー国体記念サマージャンプ大会 優勝